# アイヲ
『アイヲ』は、2022年4月27日に歌手のUAが発売した配信限定シングル。

## 解説
- EP『Are U Romantic?』から第二弾先行配信シングルとしてリリース、くるりの岸田繁が楽曲提供を行なった。
- 当楽曲はUAと岸田がレギュラー番組を持つα-stationの開局30th Anniversary Songとして前年に発表され使用されていた[1]。今回発表に当たり改めてアレンジが付け加えられている[1]。

## 収録曲
| #  | タイトル   | 作詞 | 作曲   | 編曲       | 時間 |
| -- | ---------- | ---- | ------ | ---------- | ---- |
| 1. | 「アイヲ」 | UA   | 岸田繁 | 荒木正比呂 | 3:31 |

## クレジット[2]
- 作詞：UA
- 作曲：岸田繁 (くるり)
- 編曲：荒木正比呂
- ストリングスアレンジ：荒木正比呂、Mio
- ギター：西田修大
- ベース：越智俊介
- ドラムス：伊吹文裕
- プログラミング：荒木正比呂
- 第1ヴァイオリン：Mio
- 第2ヴァイオリン：伊能修
- ヴィオラ：舘泉礼一
- チェロ：笠原彩乃
- コーラス：岸田繁、UA
- レコーディング・エンジニア：渡辺佳志 (Victor Studio)
- ミキシングエンジニア：土岐彩香

### Art Work Credit
- アートディレクター：Steve Nakamura
- 写真：半沢健
- ヘアー：河野富広
- メイクアップアーティスト：Mina
- スタイリスト：飯嶋久美子

## リリース日一覧
| 地域 | リリース日    | レーベル          | 規格     | 規格品番 | 備考         |
| ---- | ------------- | ----------------- | -------- | -------- | ------------ |
| 日本 | 2022年4月27日 | SPEEDSTAR RECORDS | 音楽配信 | -        | ハイレゾ版有 |

## タイアップ
| 年           | 曲名   | タイアップ                          |
| ------------ | ------ | ----------------------------------- |
| 2021年7月1日 | アイヲ | α-STATION 開局30th ANNIVERSARY SONG |

## 収録アルバム

### アイヲ
| アルバム            | リリース日    | 備考 |
| ------------------- | ------------- | ---- |
| 『Are U Romantic?』 | 2002年5月25日 |      |

### 音楽配信
- アイヲ - mora
- アイヲ - AWA
- アイヲ - YouTube Music プレイリスト
- アイヲ - Spotify
- アイヲ - Apple Music